# 督促
| ウィキペディアには「督促」という見出しの百科事典記事はありません（タイトルに「督促」を含むページの一覧/「督促」で始まるページの一覧）。 代わりにウィクショナリーのページ「督促」が役に立つかもしれません。 |